# Kakeru Sone
Kakeru Sone (japanisch 曽根 翔 Sone Kakeru; * 1. Dezember 2002) ist ein japanischer Tischtennisspieler, der als eines der größten Talente seiner Nation gilt.
Sone spielt seit 2017 in Deutschland und seit 2019 für den 1. FC Saarbrücken.

## Karriere
Zur Saison 2016/2017 wechselte der 14 Jahr alte Sone zum TSG Kaiserslautern. Hier spielte er zunächst in der Reservemannschaft in der Oberliga Südwest auf Position eins. Nach der Saison 2017/2018 hatte er eine positive Bilanz von 9:0 in 5 Einsätzen. Zur Saison 2017/2018 verließ er die TSG Kaiserslautern wieder.
Mit dem japanischen Team nahm er an vielen Jugend Turnieren teil. Im Jahr 2017 konnte er die Polish Junior and Cadet Open im Einzel gewinnen. Mit dem Team konnte er auch die Nigeria Junior and Cadet Open gewinnen.
Zudem nahm er im Jahr 2017 öfters an der Jugendtour der ITTF teil, spielte im Team und Einzel und erreichte viele Halbfinals. Hier hatte er meist eine positive Bilanz und verlor nur 23 Einzel im Kalenderjahr 2017.
Das Jahr 2018 startete für Sone bei den Czesh Junior and Cadet Open. Hier konnte er den Bundesligaspieler Cristian Pletea glatt in drei Sätzen bezwingen. Bei den China Junior and Cadet Open sorgte Sone für Aufsehen, als er kein einziges seiner 13 Einzelspiele verlor und denn Einzel-Titel souverän gewinnen konnte. Im selben Monat, im Juli 2018 nahm er auch das erste Mal an den Korea Open der Herren teil, hier kam er beim U-21 Wettbewerb bis ins Halbfinale und scheiterte erst am späteren Sieger Ham Yu Song.
Bei den World Junior Championship scheiterte er in Runde 3 mit 1:4 Sätzen an Jeremy Hazin.
Das Jahr 2019 begann nicht so gut für Sone. Viele Erstrunden-Niederlagen erlitt der 16-jährige Japaner. Bei der ITTF Challenge von Serbien überstand Sone die Vorrunde, scheiterte allerdings im Hauptfeld an Juan Lamarid mit 3:4.
Bei den Japan-Open in seinem Heimatland kam Sone nicht über die erste Runde heraus. Er scheiterte bereits mit 1:4 an An Yan.
Zur Saison 2019/2020 wechselte er wieder zu einem deutschen Verein, dem 1. Fc Saarbrücken. Hier spielt an Position eins in der zweiten Mannschaft der Bundesliga-Reserve. Bei den Asian Junior and Cadet Championship erreichte Sone das Finale, verlor dies aber mit 0:4 Sätzen gegen Xu Yingbin.
So konnte sich Kakeru Sone sogar im Oktober für die German Open qualifizieren, wo er in Runde 1 ganz knapp an Steffen Mengel scheiterte.
Am 8. Dezember 2019 spielte Sone das erste Mal für die zweite Mannschaft des 1. Fc Saarbrücken, er konnte hier beide Spiele gewinnen. 4 Tage später durfte er in der Champions League antreten, wo er Jewhen Pryschtschepa mit 3:0 Sätzen bezwingen konnte.
Bis zum Saisonende im März 2020 konnte Sone in der zweiten Mannschaft des FC Saarbrücken 7 Einzel für sich entscheiden, wobei er nur eins verlor. Im Doppel spielte er meist mit dem jungen Rumänen Cristian Pletea.

## Erfolge
- Polish Junior and Cadet Open (Sieger mit dem Team 2017)
- China Junior and Cadet Open (Sieger 2018)
- Asian Junior and Cadet Championship (Finale 2019)